# Marion Parsonnet
Marion Parsonnet (né le 21 février 1905 à Newark, au New Jersey et mort le 7 décembre 1960 à Los Angeles) est un scénariste américain.

## Filmographie partielle
- 1937 : La Treizième Chaise (The Thirteenth Chair) de George B. Seitz
- 1937 : Entre deux femmes (Between Two Women) de George B. Seitz
- 1939 : Miracles à vendre (Miracles for Sale) de Tod Browning
- 1939 : These Glamour Girls de S. Sylvan Simon
- 1940 : Gallant Sons de George B. Seitz
- 1941 : Blonde Inspiration de Busby Berkeley
- 1944 : La Reine de Broadway (Cover girl) de Charles Vidor
- 1944 : Étranges Vacances (I'll be seeing you) de William Dieterle
- 1946 : Gilda, film de Charles Vidor
- 1951 : Mon passé défendu (My Forbidden Past) de Robert Stevenson